# Mogwai (banda)
Mogwai é uma banda escocesa de post-rock. Formado em Glasgow em 1995, o grupo é um dos expoentes do estilo, caracterizado por música instrumental carregada de melodias complexas.
O nome da banda tem origem nos personagens Mogwai, do filme Gremlins.

## Apresentacões no Brasil
- 2002 - Sesc Vila Mariana (São Paulo) e Armazém 05 (Rio de Janeiro)
- 2012 - Festival Sónar (São Paulo) e Circo Voador (Rio de Janeiro)
- 2018 - Popload Gig (São Paulo)

## Integrantes
- Stuart Braithwaite
- Dominic Aitchison
- Martin Bulloch
- Barry Burns

## Discografia

### Álbuns de estúdio
- Mogwai Young Team (1997)
- Come On Die Young (1999)
- Rock Action (2001)
- Happy Songs for Happy People (2003)
- Mr Beast (2006)
- The Hawk Is Howling (2008)
- Hardcore Will Never Die, But You Will (2011)
- Rave Tapes (2014)
- Atomic (2016)
- Every Country's Sun (2017)
- As the Love Continues (2021)
- The Bad Fire (2025)

### Álbuns ao vivo
- Special Moves (2010)

### Compilações
- Ten Rapid (Collected Recordings 1996-1997) (1997)
- EP+6 (2000)
- Government Commissions: BBC Sessions 1996-2003 (2005)

### EPs
- 4 Satin (1997)
- No Education = No Future (Fuck the Curfew) (1998)
- EP (Mogwai EP)|EP| (1999)
- Travels in Constants, Vol. 12 (2001)
- My Father My King (2001)
- Travel is Dangerous (2006)
- Batcat (2008)
- Earth Division (2011)

### Álbuns remix
- Kicking a Dead Pig: Mogwai Songs Remixed (1998)

### Trilhas sonoras
- Zidane: A 21st Century Portrait (2006)
- The Fountain: Music from the Motion Picture (2006)
- Mogwai - Filme Miami Vice (2006)
- Les Revenants (série francesa) (2013)
- ZeroZeroZero (série de TV) (2020)